# Erich Zeiss
Erich Zeiss (* 6. Januar 1894 in Dresden-Loschwitz; † 30. März 1975 in Wangen im Allgäu) war ein deutscher Augenarzt.

## Werdegang
Als Enkel des Mechanikers und Unternehmers Carl Zeiss verwirklichte Erich Zeiss die chirurgischen Ambitionen seines Vaters Roderich Zeiss (1850–1919), der wegen seiner Kriegsverletzungen von 1870/71 dazu nicht mehr in der Lage war.
Zeiss studierte zwischen 1912 und 1923 an den Universitäten Zürich und Kiel, unterbrochen durch seine Teilnahme als Freiwilliger am Ersten Weltkrieg. Seine augenärztliche Ausbildung begann er unter Franz Schieck und Clausen in Halle und promovierte 1924 mit einer Arbeit Zur Entstehung der Gliomrosetten. 1928 wechselte er zu Ernst Hertel (1870–1943) nach Leipzig, wo er ein Projektions-Koordimeter entwickelte. Von 1930 bis 1932 führte er umfangreiche Untersuchungen zum Nystagmus bei Bergarbeitern im Ruhrrevier und Oberschlesien durch und habilitierte sich mit der Arbeit Vergleichende Untertageuntersuchungen über den Bergarbeiternystagmus. Dabei unternahm er mehr als 150 Untertagefahrten. 1935 wurde er Oberarzt von Schieck in Würzburg und 1939 Oberarzt in Münster unter Oswald Marchesani, bis er in den Kriegsdienst einziehen musste.
Nach seiner Rückkehr leitete er die Universitäts-Augenklinik Münster, 1947 wurde er Leiter der Städtischen Augenklinik Dortmund, bis er 1960 in den Ruhestand ging. Er zog sich in die Bodenseeregion zurück und baute ein Archiv über seinen Großvater auf. Zur Feier des 150. Geburtstages von Carl Zeiss wurde die Biographie und die Sippengeschichte veröffentlicht.

## Auszeichnungen
- Großherzoglich-weimarischer Orden vom Weißen Falken

## Veröffentlichungen (Auswahl)
- Zur Entstehung der Gliomrosetten. In: Graefes Arch Opht. 117, 1926, S. 273–285.
- Das Projektionskoordimeter. XIII. Internat. Ophth. Kongr. (Hrsg.): Band 27, 1932, S. 733–734.
- Vergleichende Untertageuntersuchungen über den Bergarbeiternystagmus. Habilitationsschrift. Universität Leipzig, 1934.
- Bau und Wirkungsweise des menschlichen Auges. In: Handbuch der Lichttechnik. Berlin 1938.
- Über Linsenveränderungen an herausgenommenen Rinderlinsen durch Ultraschalleinwirkung. In: Graefes Arch Opht. 139, 1938, S. 301–322.
- Das Augenzittern der Bergleute. In: Handbuch der gesamten Arbeitsmedizin. Band II, Urban & Schwarzenberg, Berlin/Wien 1961.
- Erich Zeiss, Friedrich Zeiss: Hof- und Universitätsmechanikus Dr. h. c. Carl Zeiss, der Gründer der Optischen Werkstätte zu Jena. Eine biographische Studie aus der Sicht seiner Zeit und seiner Verwandtschaft. Sippenverband der Familie Zeiß, 1966, o. O.